# Колласъярви (озеро, Карелия, северное)
Ко́лласъя́рви (фин. Kollasjärvi) — озеро на территории Лоймольского сельского поселения Суоярвского района Республики Карелия.

## Общие сведения
Площадь озера — 0,5 км². Располагается на высоте 159,0 метров над уровнем моря.
Расположено к северу от автомобильной трассы 86К-13 («Суоярви — Койриноя») в 10 км от посёлка Лоймола и в 11 км от посёлка Пийтсиёки.
Озеро относится к бассейну Ладожского озера, имеет продолговатую форму (вытянуто с севера на юг).
Из южной оконечности озера вытекает река Колласйоки. В районе озера имеется большое количество братских могил советских, финских и немецких солдат, погибших в годы Советско-финляндской и Великой Отечественной войн.
Код водного объекта в государственном водном реестре — 01040300211102000014060.

## Галерея

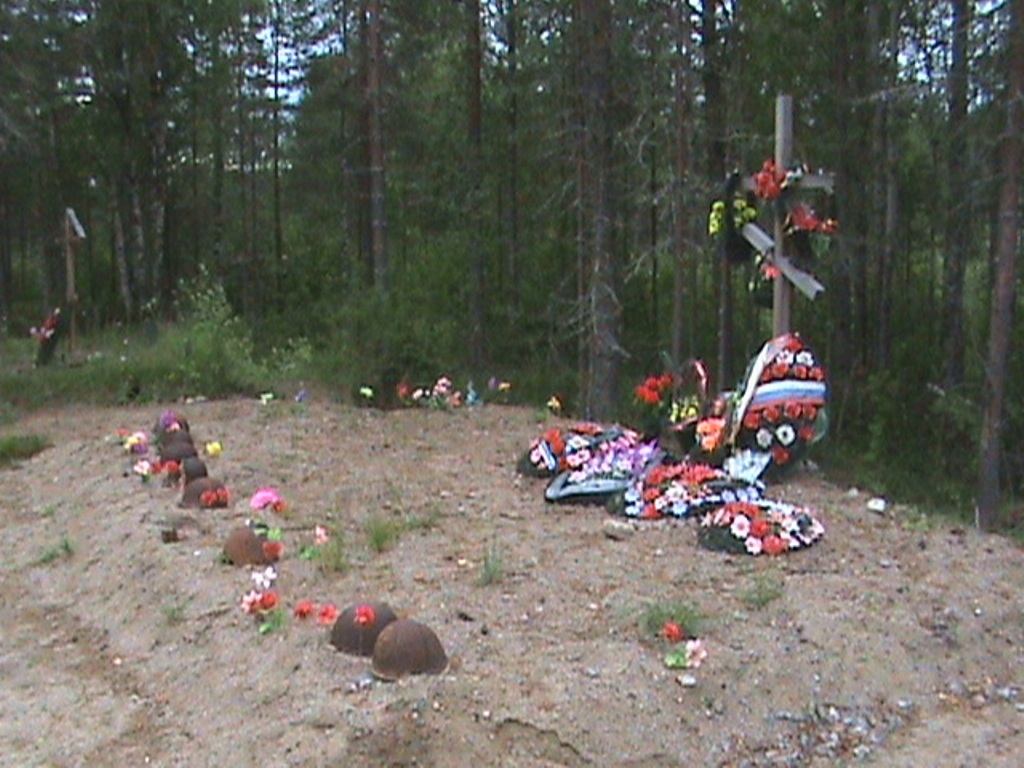
Братская могила вблизи озера (июль, 2008 год).
Южная часть озера  (июль, 2008 год).
Южная часть озера (июль, 2008 год).